# Публий Теренций Афр
Пу́блий Тере́нций Афр (лат. Publius Terentius Afer; 195 (или 185) — 159 до н. э.) — римский драматург, представитель древнеримской комедии. Умер в молодом возрасте, успел написать 6 комедий. Все они дошли до нашего времени.

## Жизнь
Лучшим источником для его биографии является древнее жизнеописание, принадлежащее Светонию и содержащееся в его сочинении «О знаменитых людях» (лат. De viris illustribus).
Он жил в промежутке между 2 и 3 Пуническими войнами, родом был из Карфагена и принадлежал к какому-то африканскому или ливийскому племени, на что указывает его прозвище «Афр» (лат. Afer — «африканец»). Попав каким-то образом в Рим, Теренций был рабом у сенатора Публия Теренция Лукана, который, заметив его выдающиеся способности, дал ему тщательное образование, а затем — и свободу.
Талантливость Теренция открыла ему доступ в высшие круги римского общества. Лучшая часть молодого поколения римской аристократии, хорошо знакомая с богатой литературой греков, стремилась тогда, под иноземным влиянием, облагородить и отечественную речь, и отечественные нравы.
В центре этого общества находился Сципион Младший, рядом с которым стоял друг его Лелий. К этому кружку примкнул и Теренций. Ободрённый своими покровителями, он решился посвятить свои силы комедии.

## Творчество
Согласно со вкусами того времени, Теренций не был оригинален; образцом для себя он избрал главным образом греческого комедиографа Менандра, не переводя его, впрочем, буквально и заимствуя целые сцены у других греческих писателей, например у Аполлодора. В искусстве составлять свои пьесы по произведениям двух авторов или по двум произведениям одного и того же автора (так называемая контаминация) Теренций достиг значительного мастерства, но это указывает, вместе с тем, на недостаток у поэта собственной изобретательности.
Произведения Теренция в силу редкой случайности дошли до нас все, их всего шесть:
- «Девушка с Андроса» (Andria)
- «Свекровь» (Hecyra)
- «Самоистязатель» (Heautontimorumenos)
- «Евнух» (Eunuchus)
- «Формион» (Phormio; имя сводника в пьесе)
- «Братья» (Adelphoe)

Эти пьесы, перечисленные в хронологическом порядке, были впервые поставлены на римской сцене в 166—160 годах до н. э. Наибольший успех имела пьеса «Евнух», которая дана была дважды в один день и получила премии.
Весьма холодно, наоборот, принята была публикой «Свекровь». Во время первого и второго её представлений народ предпочёл оставить театр и смотреть канатных плясунов и гладиаторов. В настоящее время самым выдержанным произведением Теренция как по ходу действия, так и по тщательности характеризации персонажей признаются «Братья». Успех «Евнуха» у римской публики следует объяснять некоторыми пикантными подробностями этой пьесы, герой которой переодевался евнухом и в этом качестве присутствовал при купанье своей возлюбленной. После постановки «Братьев» в 160 году до н. э. Теренций предпринял путешествие в Грецию, из которого уже не вернулся: он умер в 159 году до н. э., 25 или 35 лет от роду.
Пьесы Теренция сообразно с тем обществом, в котором вращался поэт, отличаются значительно большей чистотой и благородством языка, чем комедии Плавта. Слог Теренция был до такой степени изящен, что враги поэта распускали слух, будто ему помогали в составлении комедий Сципион и Лелий. Наряду с этим Теренций старается избежать в действии всего особенно непристойного. Большое внимание, по-видимому, обращал он на проработанность характеров действующих лиц, которые в большинстве случаев гораздо выдержаннее, чем типы Плавта.
Намёков на римскую жизнь у Теренция нет никаких. Эта черта его комедий наиболее способствовала живучести произведений почти до XIX столетия. Пьесы Теренция могли главным образом нравиться избранной публике, а не массе. Похвалы им мы читаем в античном мире у таких авторов, как Цезарь и Цицерон. Близкое знакомство с Теренцием обнаруживают Гораций, Персий и Тацит. Ещё в древности комедии Теренция попали в школы и стали достоянием учёных грамматиков, которые писали к ним разного рода толкования.

## Последующая традиция
Рукописей Теренция дошло до нас очень много. Все они, за исключением главного источника для восстановления текста — Бембинского кодекса (V в.; назван по имени прежнего владельца кардинала Бембо, ныне в Ватикане), — восходят к рецензии грамматика III в. н. э. Каллиопия. Некоторые из рукописей (парижская, ватиканская, миланская) снабжены любопытными рисунками.
Ещё в древности комедии Теренция попали в школы и стали достоянием учёных грамматиков, которые писали к ним разного рода толкования. Наиболее ценны между ними комментарии учёного IV в. н. э. Доната, в труде которого содержатся и весьма интересные наставления актёрам.
Интерес к Теренцию не прекращался и в средние века: в IX веке его комедии читались Алкуином на придворных пирах Карла Великого; в X веке против пьес Теренция как источника всяких соблазнов боролась монахиня Хротсвита. В эпоху Реформации Эразм усердно рекомендует Теренция за его язык, а Меланхтон — за проработанность персонажей. Во Франции Теренций оказал влияние на Мольера, особенно на его пьесы «Любовная досада», «Школа мужей» и «Проделки Скапена». В Великобритании много переводов Теренция выполнил Дж. Колман.
Наиболее полная критическая рецензия текста Теренция в XIX веке принадлежит Умпфенбахy (Б., 1870); затем заслуживают внимания издания Fabia (П., 1895), Fleckeisen’a (Лпц., 1898, 2 изд.), Dziatzko (Лпц., 1884). Иностранная литература о Теренции до конца XIX века указана в книге Шанца «Geschichte der röm. Litteratur» (ч. 1, Мюнхен, 1898).
Цикл картин большого формата, иллюстрирующий пьесу «Андрия», написал датский художник Николай Абильгор.
Теренций стал главным героем романа Ярмилы Лоукотковой «Под маской смеха» (1977).
Латинские тексты:
- Латинские тексты комедий
- Комментарии Доната к комедиям Теренция (лат.)
- В серии «Loeb classical library» сочинения изданы в 2 томах (№ 22, 23)
- В серии «Collection Budé» пьесы Теренция изданы в 3 томах.

## Теренций в России
В России Феофан Прокопович, читая курс пиитики в Киевской академии, преподавал «Российским господам Мольерам»: «кто хочет писать комедию, пусть тот подражает Теренцию».
Полный перевод всех комедий (А. Хвостова, М. Головина и друг.) был издан в СПб. в 1773 — 74 г.:
- Комедии Публия Терентия Африканского, переведённые с латинского на российский язык. С приобщением подлинника. Т. 1-3. СПб, 1773—1774. (то же в 2 т. СПб, 1773—1774)
  - Т. 1. Андриянка. / Пер. А. Хвостова. Евнух, или Скопец. / Пер. М. Головина. 1773. 444 стр.
  - Т. 2. Еавтон-тиморуменос, или Человек, сам себя наказующий. / Пер. Ф. Рихманна. Аделфы, или Братья. / Пер. К. Флоринского. 1774. 424 стр.
  - Т. 3. Екира, или Свекровь. / Пер. Ф. Мойсеенкова. Формион. / Пер. Ф. Синского. 1774. 380 стр.

Отдельные пьесы:
- Гэавтон тиморумэнос. (Каратель самого себя.) Комедия Публия Теренция Африканца. / Пер. А. Резоали. Киев, 1862. 62 стр.
- Братья. Комедия П. Теренция. / Пер. М. П[етров]ского. Казань, 1873. 87 стр.
- «Andria» в переводе Д. Подгурского (Киев, 1874; оттиск из «Трудов Киевск. дух. акад.» за 1873 г.).
- Сам себя наказывающий. Комедия П. Теренция. / Введ., комм. и рус. пер. А. К. Деллена. Харьков, 1879. 379 стр.
- «Формион» (Комедия Теренция). Перевод А. Н. Сиротинина // Журнал Министерства Народного Просвещения, 1900 г, кн. 4, 5, 6.
- П. Теренций. Андрянка. / Пер. В. Алексеева. СПб, 1896. 69 стр.
- Переселенка с острова Андроса. Комедия П. Теренция. / Пер. С. Николаева. СПб, 1893. 85 стр.
- Братья. Комедия Теренция. / Пер. П. Н. Черняева. Ростов-на-Дону, 1917. 94 стр.

С русскими примечаниями изданы две пьесы Т.: «Heautontimorumenos» — Делленом (Харьков, 1879, оттиск из «Зап. Харьк. унив.» за 1878—79 гг.) и «Eunuchus» — Фогелем (Нежин, 1884; оттиск из «Извест. Неж. инст.», тт. IX и X).
В 1930-е годы все комедии Теренция перевёл на русский А. В. Артюшков (опубликованы издательством «Academia»).
- Теренций. Комедии. / Пер. А. В. Артюшкова под ред. и с комм. М. М. Покровского, вступ. ст. П. Преображенского. (Серия «Античная литература») М.—Л.: Academia. 1934. 643 стр. 5300 экз.
  - переизд.: (Серия «Библиотека античной литературы. Рим»). М., Худож. лит. 1985. 576 стр.
  - переизд.: (Серия «Античная драматургия»). М., Искусство. 1988. 480 стр.
  - переизд.: (Серия «Библиотека античной литературы»). Харьков, «Фолио», 2001. 605 стр.
- Адельфы. Латинский текст, пер. А. В. Артюшкова, введ. и комм. С. И. Соболевского. М., Издательство АН СССР. 1954. 463 стр. 4000 экз.